# Asialeyrodes elegans
Asialeyrodes elegans là một loài côn trùng cánh nửa trong họ Aleyrodidae, phân họ Aleyrodinae.
Asialeyrodes elegans được Meganathan & David miêu tả khoa học đầu tiên năm 1994.